# ワイヤ・ボンディング

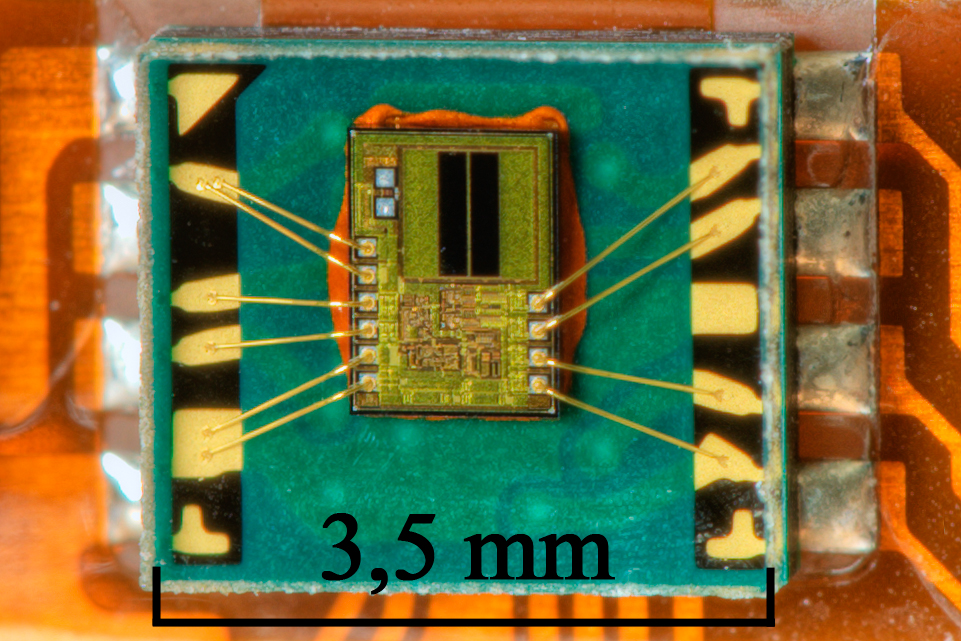
金のコンタクトパッドへの金線ボールボンディング

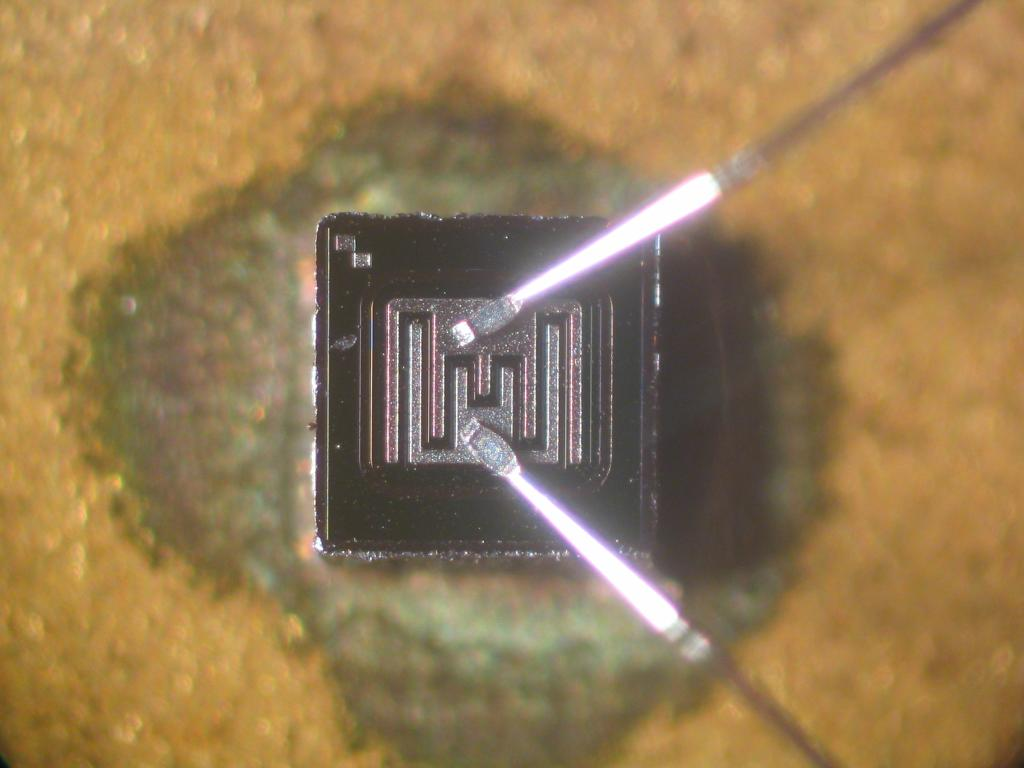
KSY34トランジスタダイへのアルミニウムワイヤのウェッジボンディング

大電力用途のパッケージでは、250から400マイクロメートルのアルミニウムワイヤ、ウェッジボンディングが使われる。

ワイヤ・ボンディング（英語: Wire Bonding）とは、直径十数マイクロメートルから数百マイクロメートルの金、アルミニウム、銅などのワイヤを用いて、トランジスタ、集積回路上の電極と、プリント基板、半導体パッケージの電極などを、電気的に接続する方法である。集積回路とその他の電子部品との接続や、プリント基板同士の接続、集積回路内部の接続に用いられることもある。
ワイヤボンディングは、コストが低く、自由度の高い接続技術であると考えられており、半導体パッケージと集積回路の接続の大部分がワイヤボンディングで行われている。

## 分類
ワイヤボンディングには、ボールボンディング (Ball bonding) と、ウェッジボンディング (Wedge bonding) のふたつの方法がある。

### ボールボンディング
ボールボンディングとは、ワイヤ先端に放電して金属を溶融させボールを形成した後、熱、超音波、圧力を使い電極と接続する方法である。ワイヤの太さと比べてボールの大きさは大きいため、電極との接合面積が広く信頼性が高い。ネイルヘッドボンディングと呼ばれる場合もある。

### ウェッジボンディング
ウェッジボンディングとは、ボールを形成せずに、熱、超音波、圧力を使い金線を直接電極と接続する方法である。

## 材料
ボンディングワイヤは金、銅、アルミニウムが広く使用されている。

### 金
金を使ったボンディングワイヤには、純度99.99 %以上の高純度金に様々な微量元素を添加し使用される。これは金線と呼ばれる。ワイヤ径は15マイクロメートルから大電力を扱うICのための数百マイクロメートルのものまである。
金線を使ったボンディングでは、ボールボンディングとウェッジボンディングが行われる。金の場合酸化しづらいため、ボールの形成は空気中で行われる。集積回路側にボールボンディングを行い、外部電極側にウェッジボンディングを行うことが多い。ボンディング中には、たるみを防ぐためにループの形状などを制御している。

### 銅
銅を使ったボンディングワイヤには、純度99.99 %以上の高純度銅に様々な微量元素を添加し使用される。75マイクロメートル程度まではボールボンディングを行い、250マイクロメートル程度までの大電流用の太い銅ボンディングワイヤではウェッジボンディングが行われる。
銅は酸化しやすいため、ボールの形成が金のように空気中で行うことが出来ず、窒素、アルゴン等の不活性ガス雰囲気中か、水素等の還元ガス雰囲気中で行う必要がある。銅の酸化しやすさは、製品の保存期間にも影響を与える。保存期間を伸ばすには、銅ワイヤの酸化を防ぐ特別なパッケージが必要となる。また、銅ワイヤは金やアルミニウムなどと比べて硬度が高く、接続する集積回路にダメージを与えることがあるためボンディングが困難な場合がある。

### アルミニウム
アルミニウムボンディングワイヤには、 主に細線で使用されるアルミニウム合金ワイヤと、主に100マイクロメートル以上の太線で使用される純アルミニウムワイヤとがある。
アルミニウムは表面に強固な酸化物が形成されるため、ボールボンディングができない。集積回路電極側、外部電極側共にウェッジボンディングが使用される。
集積回路の配線、電極には主にアルミニウムが使用されている。金とアルミニウムなど異なる種類の金属を接合することは、長期信頼性において問題が起こる場合がある。そのため、アルミニウムでワイヤボンディングを行うと、同種の金属を接合することになるため、信頼性の問題が起こりにくくなるという利点がある。